# Кускова, Екатерина Дмитриевна
Екатери́на Дми́триевна Куско́ва (урождённая Е́сипова, по второму браку — Прокопо́вич) (23 ноября (5 декабря) 1869, Уфа — 22 декабря 1958, Женева) — русская политическая и общественная деятельница, публицистка и издательница, активистка революционного, либерального и масонского движений. Жена экономиста С. Н. Прокоповича.

## Биография

### Начало жизни и революционной деятельности
Екатерина Кускова, урождённая Есипова, родилась в 1869 году в Уфе в семье гимназического учителя. Отец преподавал словесность в местной гимназии, затем служил акцизным чиновником, мать была простой малограмотной татаркой. Начальное образование Кускова получила в Саратовской женской гимназии. В 1884 году в возрасте 15 лет осталась без родителей: отец застрелился, мать умерла от туберкулёза. Чтобы прокормить себя и младшую сестру, Кускова вынуждена была взять на себя работу матери по управлению богадельней. За пропуски уроков была исключена из гимназии, однако в 1885 году успешно закончила её, сдав экзамены экстерном. В том же году вышла замуж за гимназического учителя И. П. Ювеналиева, от которого имела двоих детей. Ювеналиев в прошлом был участником народнических кружков, и они с женой организовали на квартире домашний университет, где обучали гимназисток естественным наукам и читали труды писателей-народников. В 1889 году Ювеналиев умер от туберкулёза, и Екатерина осталась вдовой.
В 1890 году Кускова переехала в Москву и поступила на акушерские курсы. Здесь она попала в студенческие народнические кружки, занималась распространением нелегальной литературы. В 1891 году вернулась в Саратов, где поступила на фельдшерские курсы. Участвовала в борьбе с эпидемией холеры, стала свидетельницей холерного бунта. В Саратове продолжала нелегальную деятельность, участвовала в народническом кружке Н. М. Астырева, познакомилась с известными революционерами М. А. Натансоном и В. М. Черновым. Принимала участие в создании революционной партии «Народное право», разгромленной полицией вскоре после основания. За участие в революционном кружке была привлечена к уголовной ответственности, отсидела 1 год в тюрьме и 3 года находилась под гласным надзором полиции. Заключила фиктивный брак с заключённым студентом-«народоправцем» Кусковым, державшим голодовку, с целью вызволить его из тюрьмы. С этого времени носила фамилию Кускова, под которой и приобрела известность.
В 1894 году переехала в Нижний Новгород, где познакомилась с В. Г. Короленко, Н. Ф. Анненским, М. Горьким и своим будущим мужем Сергеем Прокоповичем. Здесь перешла от народничества к новому учению марксизма. Занималась пропагандой среди сормовских рабочих. В 1895 году вышла замуж за С. Н. Прокоповича, а в 1896 вместе с ним выехала за границу для лечения от туберкулёза. За границей познакомилась с Г. В. Плехановым и другими вождями русской социал-демократии, вместе с мужем вступила в «Союз русских социал-демократов за границей». Слушала лекции по социальным наукам в Брюссельском университете, изучала европейское профсоюзное движение. В скором времени обнаружила идейные разногласия с русскими социал-демократами.

### Социал-демократия, ревизионизм и экономизм
Проживая за границей, Кускова и Прокопович познакомились с новейшими течениями в европейской социал-демократии. Особенность этих течений, восходящих к Э. Бернштейну, состояла в том, что они делали упор на экономической борьбе рабочего класса в ущерб политической. Вернувшись в Россию, Кускова и Прокопович стали пропагандировать новое понимание социал-демократии, что привело их в столкновение с некоторыми русскими марксистами. В 1899 году Кускова написала документ, содержавший краткое изложение её воззрений. Документ, не предназначавшийся для печати, получил известность в марксистских кружках под названием «Кредо» (лат. «Credo»). Название было присвоено ему без ведома автора. В документе Кускова утверждала, что борьба социал-демократов за создание пролетарской партии и захват политической власти не имеет в условиях России никаких перспектив. Поэтому задача русских социал-демократов должна состоять не в том, чтобы захватывать власть, а в том, чтобы участвовать в экономической борьбе рабочих с капиталистами и помогать другим оппозиционным силам в борьбе за политические свободы. Подобного рода воззрения получили название «экономизма».
Кусковское «Кредо» вызвало резкую реакцию со стороны ортодоксальных марксистов. По инициативе А. И. Ульяновой-Елизаровой «Кредо» было отправлено в Минусинскую ссылку, где отбывал наказание её брат В. И. Ульянов-Ленин. Ознакомившись с документом, Ленин усмотрел в нём смертельную опасность для русской социал-демократии и немедленно взялся писать его опровержение. Написанная Лениным статья была озаглавлена «Протест российских социал-демократов». Под ней были собраны подписи ссыльных марксистов Минусинского и Туруханского края; в таком виде она была отправлена за границу и опубликована в марксистской печати. В статье Ленин утверждал, что идеи, изложенные в «Кредо», грозят «совращением русской социал-демократии с намеченного уже ею пути — образования самостоятельной политической рабочей партии». «Пролетариат должен стремиться к основанию самостоятельных политических рабочих партий, главной целью которых должен быть захват политической власти», — утверждал Ленин.
Протест Ленина был поддержан также лидерами русских социал-демократов за границей во главе с Г. В. Плехановым. По инициативе Плеханова Кускова и Прокопович были исключены из «Союза русских социал-демократов за границей», а их взгляды подверглись осуждению. Разойдясь с социал-демократами, Кускова и Прокопович не вошли и в другое, народническое течение в русском революционном движении. Впоследствии Кускова утверждала, что их с Прокоповичем разрыв с партийными революционерами был обусловлен не столько политическими, сколько моральными разногласиями. В письме к В. Л. Бурцеву она писала:

Оба мы были влюблены в культуру, в знание, в честность познания, в мораль и в прочие глупости, с теперешней точки зрения. И вот с этой-то вышки культуры, на которой мы себя мнили, нам обоим революционная среда была глубоко противна. Ложь, провокация, цель оправдывает средства — и оазисы (только оазисы) настоящего геройства... Мы выскочили оттуда, как ошпаренные.

### «Союз освобождения» и начало Первой русской революции
Порвав отношения с революционными партиями, Кускова и Прокопович в начале 1900-х годов примкнули к либеральному движению и приняли участие в создании нелегальной организации «Союз освобождения». Решение о создании организации было принято в 1903 году на съезде в Шафгаузене, в котором участвовало около 20 человек, включая Кускову и Прокоповича. Либеральный «Союз освобождения» ставил своей главной и фактически единственной целью завоевание в России политической свободы, что позволяло ему объединять людей разных политических убеждений. Войдя в «Союз освобождения», Кускова и Прокопович заняли в нём видное положение и приняли самое активное участие в его деятельности. «Здесь, — вспоминала Кускова, — можно было делать „революционное дело“, не боясь продать чёрту душу, то есть замараться какой-нибудь грязью от „партийной диктатуры“. Это было единственное светлое пятно в нашей политической карьере». В январе 1904 года на съезде «Союза освобождения» Кускова и Прокопович были избраны в состав его руководящего Совета.
По своему составу «Союз освобождения» делился на два крыла: правое и левое. В правое входили либеральные представители земств, а левое составляли в основном выходцы из среды социал-демократов, порвавшие с ортодоксальным марксизмом и прошедшие через различные формы ревизионизма. В это крыло входили многие известные мыслители и общественные деятели: П. Б. Струве, Н. А. Бердяев, С. Н. Булгаков, С. Л. Франк, Б. А. Кистяковский, В. Я. Яковлев-Богучарский и другие. Кускова и Прокопович примыкали к этому левому крылу. Особенно сильное влияние левое крыло имело в Петербурге. Здесь представителям «Союза освобождения» удалось вовлечь в свои ряды широкие слои интеллигенции. Им удалось подчинить своему влиянию такие общественные организации, как Вольно-экономическое общество, Техническое общество и другие. Работая в «Союзе освобождения», Кускова занималась распространением нелегальной литературы, в частности, журнала «Освобождение», издаваемого Струве. Осенью 1904 года, на фоне неудач в русско-японской войне, в стране по инициативе «Союза освобождения» началась кампания земских петиций. Земства и другие общественные организации обращались к царю с требованиями введения конституции и народного представительства.
Стремясь расширить своё влияние, петербургские «освобожденцы» стали предпринимать попытки агитации в среде простого народа. С целью агитации в широких массах с осени 1904 года ими стали издаваться дешёвые газеты «Наша жизнь» и «Наши дни». Редактором газеты «Наша жизнь» была выбрана Кускова. В газете в популярной форме пропагандировались идеи народного представительства и политической свободы, а экономическое положение рабочих связывалось с их политическим бесправием. Чтобы проникнуть в рабочую среду, в ноябре 1904 года Кускова, Прокопович и Богучарский встретились с лидером легальной организации «Собрание русских фабрично-заводских рабочих г. Санкт-Петербурга» священником Георгием Гапоном. На встрече они предложили ему с рабочими принять участие в кампании земских петиций. Гапон с энтузиазмом схватился за эту идею и обещал употребить всё своё влияние на рабочих, чтобы провести её в рабочем «Собрании». По договорённости с Гапоном в отделах «Собрания» стали распространяться газеты «Наша жизнь» и «Наши дни». Рабочие читали их, а руководители «Собрания» давали им необходимое толкование, что привело к быстрой политизации рабочего населения Петербурга. 9 января 1905 года более 200000 петербургских рабочих во главе со священником Гапоном двинулись к Зимнему дворцу с требованием политических свобод и народного представительства. Расстрел царскими войсками этого шествия положил начало Первой русской революции 1905—1907 годов.

### Манифест 17 октября и группа «Без заглавия»

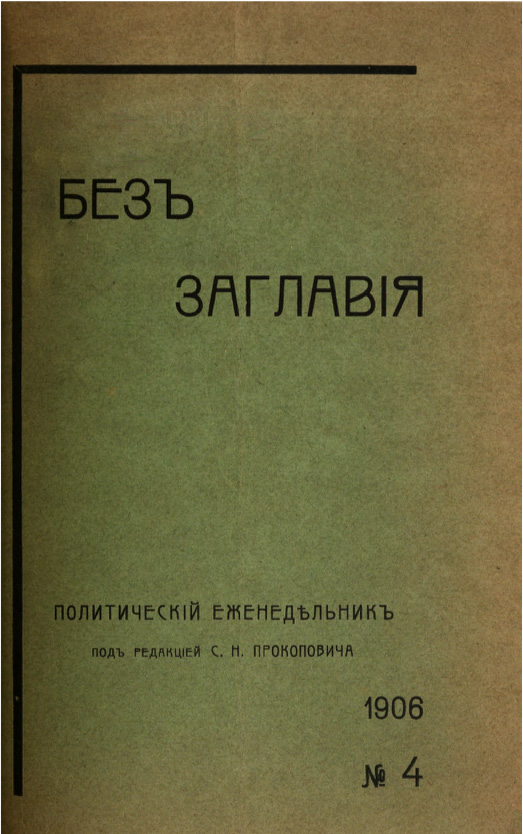
Журнал «Без заглавия»

Во время Революции 1905—1907 годов Кускова активно работала в освободительном движении. Продолжала редактировать газету «Наша жизнь», ведшую агитацию в пользу политической свободы. Участвовала в съездах «Союза освобождения», выступала за единый фронт всех оппозиционных самодержавию сил.
После Манифеста 17 октября в рядах «Союза освобождения» произошёл раскол. Представители правого крыла организации решили поддержать инициативу правительства и приступили к созданию парламентской партии, получившей название Конституционно-демократической партии (кадетов). Кадеты готовились к парламентской деятельности в Государственной Думе, что предполагало готовность сотрудничать с царским правительством. Левое крыло во главе с Кусковой отказалось поддерживать правительство и настаивало на продолжении борьбы за свержение монархического строя. Идеалом этой группы был созыв Учредительного собрания и установление демократической республики. В этом отношении представители левого крыла примыкали к революционным партиям — социал-демократам и эсерам, также не принявшим Манифеста 17 октября.
В октябре 1905 года на учредительном съезде Конституционно-демократической партии Кускова была избрана в состав Центрального комитета этой партии, однако отказалась в него войти. Вместе с группой единомышленников она пыталась сохранить «Союз освобождения», а после его окончательного распада основала особую внепартийную группу «Без заглавия». В состав этой группы вошли те представители левого крыла «Союза освобождения», которые отказались примкнуть к кадетской партии. Костяк группы составляли Е. Д. Кускова, С. Н. Прокопович и В. Я. Яковлев-Богучарский; кроме них сюда входили В. В. Хижняков, В. В. Водовозов, В. В. Португалов, А. С. Изгоев, В. С. Голубев, Л. Я. Гуревич и другие. С начала 1906 года группа «Без заглавия» стала издавать одноимённый политический журнал. Издателем журнала «Без заглавия» числилась Кускова, редактором — Прокопович. На страницах журнала подвергались критике как правые, так и левые политические партии; правые — за готовность сотрудничать с правительством, левые — за партийную нетерпимость, сектантство и экстремизм. В программной статье Кускова утверждала, что разделение на партии вносит раскол в единый фронт борьбы с царским режимом и ослабляет силы оппозиции. Сама Кускова заявляла себя сторонницей «критического социализма» Э. Бернштейна.
Группа «Без заглавия» не приобрела большого политического влияния и осталась маргинальным течением в русской политической жизни. После наступления столыпинской реакции журнал «Без заглавия» был закрыт, и группа прекратила своё существование. После закрытия журнала Кускова продолжала публицистическую деятельность в других изданиях. Сотрудничала в газете «Товарищ» (1906—1907), «Русские ведомости» (1908), журнале «Наш современник» (1912—1914) и т. д. Участвовала в борьбе за женское равноправие, а также в кооперативном движении. Цели и идеалы кооперативного движения изложила в работе «Сон под первое мая (сказка-правда)».

### Участие в масонской деятельности
После поражения революции 1905—1907 годов Кускова и её единомышленники стали искать новые формы борьбы за политическое освобождение России. Одной из таких форм было выбрано, по версии Кусковой, масонство, его политизированная часть, отошедшая от традиционных форм масонской работы. Масонство существовало в России с 18 века и было удобной формой тайной организации для объединения людей, ставивших перед собой общие цели. В 1910 году в либеральном российском масонстве произошёл сдвиг в сторону политики. В 1912 году, на учредительном конвенте была создана особая организация — «Великий восток народов России», ставившая перед собой чисто политические цели. Сама Кускова в 1955 году в письме к Н. Вольскому (Валентинову) сообщала об этом движении следующее:
- Движение началось вскоре после гибели Революции 1905—1907 годов и последовавших политических репрессий;
- Движение не имело никакой связи с зарубежным масонством; в нём не было никаких ритуалов и никакой мистики;
- Цель масонского движения была чисто политическая — возродить в новой форме «Союз освобождения» и работать в подполье на освобождение России;
- Масонская форма движения была выбрана для того, чтобы вовлечь в него представителей высших классов и правящих кругов;
- Посвящение в масонство состояло в одной только клятве, обязывающей хранить полное и абсолютное молчание.

По утверждению самой Кусковой, никто из участников движения этой клятвы никогда не нарушил. Исследования историка Г. М. Каткова подтверждают, что о политическом масонском движении было практически ничего не известно Департаменту полиции: в архивах этого ведомства не было найдено о нём никаких документов. В масонском движении не было агентов-осведомителей. На этом же настаивал Генеральный Секретарь ВВнР А. Ф. Керенский, который после Февральской революции имел доступ к царским архивам.
По воспоминаниям Кусковой, в число участников движения входило большое количество известных политических и общественных деятелей, учёных, представителей высших классов, военного сословия. «У нас везде были свои люди», — вспоминала Кускова. «Такие общества, как Вольно-экономическое, Техническое были захвачены целиком… К Февральской революции ложами была покрыта вся Россия». На самом же деле, число членов ВВнР не превышало 400 человек, в момент максимального расцвета этой организации. По воспоминаниям Кусковой, на её квартире происходили совещания, на которых вырабатывались планы политического освобождения России. На одном из таких совещаний в апреле 1916 года был намечен будущий состав Временного правительства. По разным свидетельствам, не менее пяти членов первого состава Временного правительства были масонами. П. Н. Милюков, не бывший масоном, вспоминал, что несколько членов правительства были связаны какими-то тайными обязательствами, исходящими из одного и того же источника. В дальнейшем, в условиях партийной борьбы за власть, ВВнР, предположительно, распался из-за внутренних межпартийных противоречий. Существует также версия, отражённая в работах историков А. И. Серкова и С. Карпачёва, что ВВнР прекратил свою деятельность после Октябрьской революции, так как был ориентирован на политические цели, которые рухнули вместе со свержением Временного правительства и его главы — Керенского.

### Февральская революция и победа большевиков
После победы Февральской революции Кускова стала одним из убеждённых сторонников нового строя. Поддерживая тесную связь с А. Ф. Керенским и другими лидерами Временного правительства, до конца отстаивала идеалы Февральской революции.
Сразу же после победы революции, в апреле 1917 года, Кускова начала издавать демократическую и социалистическую газету «Власть народа». Газета ставила перед собой следующие задачи: «В области политической — укрепление демократической республики и проведение идей народовластия в сознание широких масс населения; в области социальной — защита интересов трудящихся классов и объединение трудовых масс на творческой работе преобразования всего хозяйственного строя на основах социализма». В газете Кусковой сотрудничали известные политические деятели разных направлений: С. Н. Прокопович, А. Н. Потресов, М. М. Винавер, С. П. Мельгунов, Н. В. Чайковский, Б. В. Савинков и другие. Сама Кускова вела в газете обзор внутренней жизни. Одновременно Кускова активно участвовала в кооперативном движении, на которое возлагала большие надежды. В кооперации видела путь к построению социалистического общества. В газете «Власть народа» кооперативному движению уделялось особое внимание.
На страницах своей газеты Кускова призывала к объединению всех демократических сил страны — от кадетов до социалистов. Одновременно беспощадно критиковала левых и правых политических экстремистов, стремившихся к захвату власти. Особенно резко Кускова выступала против В. И. Ленина и большевиков, которых считала безответственными авантюристами: «…Ленин — вреден. Ленин действует на несознательные головы. Ленин вносит сумбур и разложение в армию. Ленин приглашает к захватам — Лениных в России многое множество. Ленин — это безответственная демагогия. Ленин — это в лучшем случае утопист, не чувствующий под ногами почву… С ленинством, то есть со стихией, не знающей земли, надо бороться убеждением…» В отношении войны с Германией Кускова придерживалась оборонческих позиций, выступая за войну до победного конца. В связи с этим резко критиковала пораженчество большевиков, обвиняя последних в предательстве. О Ленине отзывалась так: «Вся его политика есть политика предательства. Вся его политика — кинжал в спину не только армии, но и революции».
Не менее резко Кускова критиковала кадетов, которые в поисках противовеса большевикам сделали ставку на генерала Л. Г. Корнилова. Будучи противницей всякой диктатуры, Кускова считала, что «корниловщина противостоит демократии». После раскола политических сил, вызванных корниловским мятежом, Кускова оставалась одним из последних защитников Временного правительства. В июле 1917 года муж Кусковой С. Н. Прокопович стал одним из последних министров правительства Керенского. Сама Кускова в сентябре 1917 года на Демократическом совещании была выбрана делегатом от кооператоров во Временный совет Российской республики (Предпарламент). Выступая на заседании Предпарламента, призывала объединиться для обороны страны от внешнего врага. Во время Октябрьского переворота активно помогала защитникам Временного правительства, осаждённым в Зимнем дворце. После победы большевиков продолжала издавать газеты «Власть народа» и «Право народа», находившиеся в непримиримой оппозиции к новой власти. В 1918 году газеты были закрыты большевиками.

### Власть большевиков и высылка из России
После прихода к власти большевиков Кускова и Прокопович не захотели эмигрировать и решили остаться в России. В развернувшейся Гражданской войне не примкнули ни к одной из борющихся сторон. Выступали одинаково как против красной, так и против белой диктатуры. По признанию Кусковой, реставрационные стремления участников Белого движения были им так же чужды, как и крайности большевизма. Оставались жить в большевистской России, «не сгибая голов, каждую минуту рискуя эти головы потерять». Открыто осуждали поведение большевиков при встречах с высокопоставленными советскими чиновниками.
При советской власти продолжали попытки заниматься общественной деятельностью. Осенью 1918 года по инициативе В. Г. Короленко Кускова и ряд других общественных деятелей организовали «Лигу спасения детей», занимавшуюся устройством приютов и колоний для беспризорых детей. В руководство «Лиги» входили Е. Д. Кускова, Н. М. Кишкин, Е. П. Пешкова и другие известные лица. «Лига спасения детей» была легальной организацией, утверждённой Советом народных комиссаров. У «Лиги» было свыше 18 колоний, 11 детских садов, санаторий, детские клубы и огороды. Детей брали прямо с улицы. За 2,5 года своего существования «Лига» помогла 3,5 тысячам детей-сирот. В 1920 году «Лига» обратилась к советскому правительству с просьбой разрешить получать помощь для голодающих детей из-за границы. Однако большевики усмотрели в этом предложении политический подвох. Кусковой и Кишкину было запрещено выезжать за границу, а к началу 1921 года все детские приюты «Лиги» были переданы в ведение правительства. Как заявил один советский чиновник, «мы не можем позволить Кишкиным и Кусковым воспитывать пролетарских детей, хотя бы и беспризорных».
В 1921 году, когда в России разразился жестокий голод, Кускова, Прокопович и Кишкин решили организовать общественный комитет для помощи голодающим. С этим предложением они, при посредстве М. Горького, обратились к советским властям, которые после обсуждения вопроса выдали им такое разрешение. В июле 1921 года в Москве был основан «Всероссийский комитет помощи голодающим» (сокращённо ВК Помгол), в состав которого вошли многие видные представители дореволюционной интеллигенции. Почётным председателем ВКПГ был избран В. Г. Короленко, а в его руководство входили С. Н. Прокопович, Е. Д. Кускова, Н. М. Кишкин, Ф. А. Головин, H. Н. Кутлер, М. В. Сабашников и другие известные в прошлом деятели. Большевики дали комитету ироническое прозвище «Прокукиш» (по первым слогам фамилий организаторов). Отношение большевиков к комитету было крайне подозрительным, но его решили использовать для получения продовольственной помощи из-за границы. В письме к Н. А. Семашко Ленин писал: «От Кусковой возьмем имя, подпись, пару вагонов от тех, кто ей (и эдаким) сочувствует. Больше ни-че-го».
Комитет помощи голодающим просуществовал недолго. Уже в августе 1921 г. до Ленина дошли слухи, что на одном из совещаний комитета Прокопович держал «противоправительственные речи». Ленин немедленно написал письмо И. В. Сталину, в котором поручил Политбюро распустить комитет и арестовать его руководителей. В действиях комитета Ленин усмотрел открытую подготовку заговора против советской власти. Кускову, Кишкина и других было поручено выслать из Москвы, а Прокоповича — месяца три продержать в тюрьме до выяснения всех обстоятельств дела. Одновременно Ленин поручил организовать газетную травлю против членов комитета: «Газетам дадим директиву: завтра же начать на сотни ладов высмеивать „Кукишей“... Изо всех сил их высмеивать и травить не реже одного раза в неделю в течение двух месяцев». В результате решения ВЧК в ноябре 1921 года Кускова и Прокопович были административно высланы в Вологодскую область, а затем проживали в других северных областях России. В следующем году их снова вернули в Москву, а в июне 1922 года выслали за границу.

### Жизнь и деятельность в эмиграции

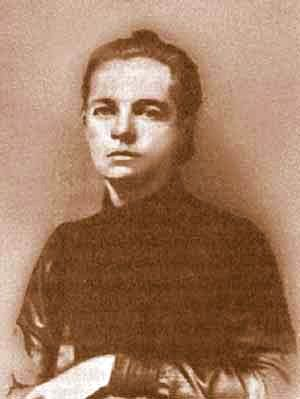
Екатерина Кускова

После высылки из России Кускова и Прокопович поселились в Берлине. Продолжали заниматься общественной деятельностью и публицистикой. В Берлине Кускова была избрана председателем Берлинского комитета помощи заключённым и ссыльным в России (Политического Красного Креста). Эта организация занималась организацией помощи российским политзаключённым. В Москве аналогичную организацию возглавляли знакомые Кусковой Е. П. Пешкова и М. Л. Винавер, с которыми она поддерживала активную переписку. В 1924 году Кускова переехала в Прагу, где сотрудничала в различных газетах: «Последние новости», «Дни», «Новое слово» и в журналах «Современные записки», «Воля России», «Новый журнал» и т. д.
В Чехословакии Кускова продолжала играть видную роль в политической жизни русской эмиграции. Её квартира в Праге была своего рода политическим салоном. Вместе с П. Н. Милюковым вела преговоры по созданию «Республиканско-демократического объединения». Тактика этой организации состояла во внутреннем «обволакивании» советской власти путём проникновения в неё «здоровых сил» и внутреннем перерождении большевистского режима. Образцом этой тактики служила деятельность масонских организаций накануне Февральской революции. Кускова была противником военных походов против советской власти и выражала уверенность, что в условиях нэпа существует возможность внутренней эволюции советского строя. В своих публикациях и выступлениях по радио она призывала эмигрантов искать достойных путей возвращения на родину. В письме к В. Л. Бурцеву писала о большевизме: «Глубоко также верим, что он самоочистится, уже очищается, и сделает это глубже, прочнее, вернее — без помощи Национальных комитетов и в особенности „национально-фашистских“ спасителей». Идеология «возвращенчества», проповедуемая Кусковой, вызывала резкую критику со стороны её бывших соратников, таких как П. Б. Струве, А. Ф. Керенский, Н. Д. Авксентьев и других. Последующие события, связанные с приходом к власти Сталина и установлением тоталитарного режима, развеяли иллюзии «возвращенцев».
После оккупации Чехословакии Гитлером в 1939 году Кускова с Прокоповичем перебрались в Женеву, где и прожили до конца жизни. Кускова продолжала заниматься публицистической деятельностью, сотрудничала в газете «Новое русское слово», в «Новом журнале» и других изданиях. Во время Второй мировой войны занимала сторону Советского Союза, надеялась, что после победы над фашизмом появится возможность вернуться в Россию. Этим иллюзиям также не суждено было сбыться. Кускова прожила в эмиграции более 35 лет, до конца веря в возможность возвращения в Россию, но так и не дождалась этой возможности. В 1955 году умер Сергей Прокопович, а сама Кускова скончалась в Женеве 22 декабря 1958 года.

## Сочинения
- Сон под первое мая. (Сказка-правда). — Женева: Союз рус. социалдемократов, 1898. — 23 с.
- Стачка Лжи. Волшебная сказка. — 2-е изд. — Женева: Союз рус. социалдемократов, 1898. — 8 с.
- Приложение 2. Полный текст «Сгеdо». // Астров В. Экономисты — предтечи меньшевиков. (Экономизм и рабочее движение в России на пороге XX века) / 2-е изд. Под ред. и с предисл. М. Н. Покровского. — М.: Красная новь; Главполитпросвет, 1924. — С. 132—136.
- Из наследия Е. Д. Кусковой. // О. Л. Воронин Силуэты Востока и Запада. — Иркутск, 2006. — С. 65—136. (Воспоминания, фрагменты из писем Е. Д. Кусковой к М. А. Бегман и Н. А. Рубакину)